# Armando Zayas
Armando Zayas Pérez (Ciudad de México, 11 de marzo de 1930-ibíd., 14 de abril de 2016), conocido como Armando Zayas, fue un director de orquesta, compositor, profesor de música y difusor de la cultura mexicano. En 1965, fue uno de los promotores de la creación de la Orquesta Sinfónica del Instituto Politécnico Nacional, y de ésta fue director artístico de 1994 a 2003. Desde el 2004, se desempeñó como director de la Orquesta Sinfónica Infantil y Juvenil de la alcaldía Magdalena Contreras. Inició su carrera como director en 1952, y fue titular de la Orquesta del Conservatorio Nacional de Música, de la Escuela Nacional de Música de la UNAM, de la Orquesta Sinfónica de Bellas Artes, de la Orquesta Sinfónica Nacional, de la Orquesta Filarmónica de la UNAM, de la Orquesta Típica de la Ciudad de México y de la Orquesta Juvenil del Centro Cultural Ollin Yoliztli. Fue nombrado Ciudadano Honorario de la Ciudad de Fort Worth, Texas, por su labor al frente de grupos corales. Fue también creador de la entonces llamada Escuela Mixe, después conocida como Centro de Capacitación Musical (Cecam), por el que se le otorgó el Premio Nacional de Ciencias y Artes. También fungió como director musical con el Ballet Popular Folklórico de Guillermo Arriaga Fernández y el Ballet Folklórico de México de Amalia Hernández. Dedicó gran parte de su vida a difundir la obra de músicos mexicanos. Participó también como director musical de la Compañía de Danza Mexicana.

## Primeros estudios
Armando Zayas estudió composición y dirección de orquesta en México, en Bruselas y en París. Algunos de sus maestros fueron José Pablo Moncayo, Carlos Jiménez Mabarak, Rodolfo Halffter, Jean Giardino, Ígor Markévich y Sergiu Celibidache.

## Reconocimientos
- Fue nombrado Ciudadano Honorario de Fort Worth, Texas, por su trabajo como director de conjuntos corales.[6]